# Rue Saint-Paul (Toulouse)
Pour les articles homonymes, voir Rue Saint-Paul.
La rue Saint-Paul (en occitan : carrièra de Sant Pau) est une voie de Toulouse, chef-lieu de la région Occitanie, dans le Midi de la France.

## Situation et accès

### Description
La rue Saint-Paul est une voie publique. Elle se trouve dans le quartier Marengo.
La chaussée compte une seule voie de circulation automobile en sens unique. Elle appartient une zone 30 et la vitesse est limitée à 30 km/h. Il n'existe pas de bande, ni de piste cyclable, quoiqu'elle soit à double-sens cyclable.

### Voies rencontrées
La rue Saint-Paul rencontre les voies suivantes, dans l'ordre des numéros croissants (« g » indique que la rue se situe à gauche, « d » à droite) :
1. Avenue de la Gloire
2. Avenue du Cimetière

## Odonymie
La rue est nommée en l'honneur de Paul de Tarse. Né au début du Ier siècle, probablement  à Tarse en Cilicie, et mort entre 64 et 68 à Rome, il est juif et citoyen romain. Converti à l'enseignement de Jésus de Nazareth, il participe à sa diffusion en Asie mineure, en Grèce, puis à Rome. La tradition chrétienne le surnomme l'« Apôtre des Gentils » c'est-à-dire des non-juifs, ou encore l'« Apôtre des nations ».

## Patrimoine et lieux d'intérêt
- no  4 : maison (premier quart du XXe siècle)[2].
- no  5 : maison toulousaine (deuxième moitié du XIXe siècle)[3].
- no  9 : maison (deuxième quart du XXe siècle)[4].